# 恶小蚁蛛
恶小蚁蛛（学名：Micaria constricta）为平腹蛛科小蚁蛛属的动物。分布于全北区以及中国大陆的新疆等地，常栖息于林间或草丛。